# لوتار هنه
لوتار هنه (آلمانی: Lothar Höhne) دوچرخه‌سوار اهل آلمان است. وی در مسابقات تور دوچرخه‌سواری برلین ۱۹۶۲ و ۱۹۶۴ و همچنین مسابقات دوچرخه‌سواری پیس ریس ۱۹۶۲ شرکت کرده است.